# Archippus
Archippus ist eine Person im Neuen Testament und gilt als einer der Siebzig Jünger. Erwähnt wird Archippus in Kol 4,17 , wo Paulus ihm ausrichten lässt, er solle darauf achten, den Dienst, den er übernommen habe, zu erfüllen. Daraus wird abgeleitet, dass Archippus in Kolossae als Bischof amtiert habe. In Phlm 1,2  wird er „Mitkämpfer“ (συστρατιώτης) des Paulus genannt.
Archippus wird als Heiliger verehrt. Sein Gedenktag in der katholischen Kirche ist der 20. März, in den orthodoxen Kirchen der 19. Februar.